# El diable és una dona (pel·lícula de 1935)
El diable és una dona (títol original en anglès The Devil Is a Woman) és una pel·lícula estatunidenca de l'any 1935 dirigida per Josef von Sternberg protagonitzada per Marlene Dietrich. Hi apareixen Cesar Romero i Lionel Atwill. Està basada en la novel·la «The Woman and the Puppet» de Pierre Louÿs Està doblada al català.
No va agradar a la República Espanyola per la imatge que es donava del folklore Espanyol i la Guàrdia Civil era ridiculitzada. Per aquest motiu es va demanar a la Paramount la seva retirada de la distribució internacional.

## Argument
A Espanya l'any 1890, durant les festes de Carnaval, Antonio Galván (César Romero), un jove i atractiu oficial espanyol, s'enamora perdudament d'una embruixadora andalusa anomenada Concha Pérez (Marlene Dietrich). A la vegada, Concha sedueix i ridiculitza a Pascual (Lionel Atwill). Quan Antonio Galván li confessa a Pascual el seu amor per Concha, aquest l'intentarà convèncer que és una dona perillosa que ja li va arruïnar a ell mateix la vida.

## Premis
- Premi a la millor Direcció de Fotografia (Festival Internacional de Cinema de Venècia)